# Susanne Fink-Koch
Susanne Fink-Koch (* 27. August 1957 in Oberstdorf) ist eine deutsche Curlerin.
Fink wurde 2. Mal Europameisterin im Curling. Als Second 1984 in Morzine und als Lead 1987 in Oberstdorf.
Bei dem Demonstrationswettbewerb der Olympischen Winterspiele in Calgary spielte Fink auf der Position des Lead. Das Team belegte den vierten Platz.
Der größte Erfolg war der Gewinn der Goldmedaille bei der Curling-Weltmeisterschaft 1988 in Glasgow. Im Team mit Skip Andrea Schöpp, Third Almut Hege-Schöll und Second Monika Wagner gewann man das Finale gegen Kanada mit 9:3 Steinen und wurde Weltmeister.